# 아산북수초등학교
아산북수초등학교는 대한민국 충청남도 아산시에 있는 초등학교다.
호서대학교 아산캠퍼스와 매우 가까운 위치에 있다.

## 연혁
- 2005. 10. 10 학교 설립 인가
- 2006. 03. 31 2006년 민간투자사업(BTL) 확정
- 2008. 03. 01 27학급 편성 개교
- 2008. 04. 21 개교기념식
- 2008. 10. 24 인문ㆍ문학 영재학급 1학급 승인(1년차)
- 2009. 03. 01 미래형교육과정모델연구학교 도지정(2년간)
- 2010. 10. 22 2009개정교육과정연구학교 보고회 도지정(2/2)
- 2012. 03. 01 시지정 바른 품성 교육 연구학교 지정
- 2013. 02. 16 제5회 졸업식
- 2013. 03. 01 41학급 편성
- 2014. 02. 14 제6회 졸업식
- 2014. 03. 01 41학급 편성
- 2014. 03. 01 교육실습 대용학교 배정
- 2015. 02. 13 제7회 졸업식
- 2015. 03. 01 44학급 편성
- 2015. 03. 01 교육실습 대용학교 배정

## 참고 자료
- 아산북수초등학교 - 한국교육학술정보원 학교알리미